# سرگئی بوبکا
سرگئی نازاروویچ بوبکا (Серге́й Наза́рович Бу́бка) (زاده ۴ دسامبر ۱۹۶۳ در لوهانسک) ورزشکار سابق رشتهٔ پرش با نیزه اهل اوکراین است که تا سال ۱۹۹۱ برای شوروی مسابقه می‌داد. وی از سال ۲۰۰۵ تاکنون رئیس کمیته المپیک اوکراین است.

## زندگی
بوبکا در سال ۱۹۶۳ در شهر لوهانسک در شرق اوکراین به دنیا آمد. او در جوانی ورزشکار خوبی در رشته‌های دو ۱۰۰ متر و پرش طول بود اما وقتی به سراغ پرش با نیزه رفت به یک ورزشکار برتر در سطح جهان تبدیل شد. او در سال ۱۹۸۳ درحالیکه هیچ تجربه بین‌المللی نداشت، در اولین دوره مسابقات قهرمانی جهان برنده مدال طلا شد و یک سال بعد رکوردشکنی‌های خود را آغاز کرد.
بوبکا دو بار در سال‌های ۱۹۸۵ و ۱۹۹۷ جایزه «قهرمان قهرمانان» نشریه اکیپ را دریافت کرد. دو بار در سال‌های ۱۹۸۸ و ۱۹۹۱ از سوی نشریه Track & Field News به عنوان بهترین ورزشکار مرد دو و میدانی سال انتخاب شد و در سال ۱۹۹۱ جایزه ورزشی پرنس آستوریاس و جایزه بهترین ورزشکار دو و میدانی سال خبرگزاری یونایتدپرس را دریافت کرد.
سرگئی بوبکا یک پسر دارد که یک تنیسور حرفه‌ای است و نام او را هم سرگئی بوبکا گذاشته‌است.

## سابقه ورزشی و رکوردها
بوبکا از بهترین ورزشکاران تاریخ محسوب می‌شود که به مدت ۳۰ سال از ۱۹۸۴ تا ۲۰۱۴ رکورد جهانی پرش با نیزه را در اختیار داشت. آخرین رکورد وی که به میزان ۶٫۱۵ متر در سال ۱۹۹۳ در شهر دونتسک اوکراین ثبت شده بود در سال ۲۰۱۴ توسط رنو لاویلنی فرانسوی با پرشی به میزان ۶٫۱۶ متر در همان سالن و همان تورنمنتی که بوبکا رکورد خود را بر جا گذاشته بود، شکسته شد.
بوبکا در طول دوران فعالیت ورزشی خود ۳۵ بار رکورد جهانی پرش با نیزه (۱۷ بار در فضای باز و ۱۸ بار رکورد داخل سالن) را ارتقا داد. رکوردشکنی‌های او در سال ۱۹۸۴ با پرشی به میزان ۵٫۸۱ متر (داخل سالن) و ۵٫۸۵ متر (فضای باز) و تا سال ۱۹۹۳ ادامه یافت. آخرین رکوردشکنی او شکستن رکورد پرش با نیزه فضای باز در سال ۱۹۹۴ با پرش ۶٫۱۴ متری بود. 
بوبکا ۶ دوره پیاپی (از ۱۹۸۳ تا ۱۹۹۷) مدال طلای قهرمانی دو و میدانی جهان را به دست آورد و ۴ بار هم مدال طلای قهرمانی داخل سالن جهان را به گردن آویخت اما عملکرد او در المپیک‌ها چندان چشمگیر نبود و او فقط یک مدال طلای المپیک را در کارنامه دارد. وی المپیک ۱۹۸۴ لس آنجلس را به دلیل تحریم المپیک توسط شوروی از دست داد در حالیکه دو ماه قبل از مسابقات پرشی به میزان ۵٫۹۴ متر انجام داده بود که ۱۲ سانتیمتر بالاتر از رکورد برندهٔ مدال طلای المپیک بود. در المپیک ۱۹۸۸ سئول با پرش ۵٫۹۰ متری مدال طلا گرفت اما در المپیک بارسلون در سه پرش اولش خطا کرد و در دور مقدماتی حذف شد. در المپیک آتلانتا هم به دلیل مصدومیت شرکت نکرد و در المپیک ۲۰۰۰ سیدنی در سن ۳۷ سالگی با سه خطا بر روی مانع ۵٫۷۰ حذف شد.